# Mýtský mlýn
Mýtský mlýn v Mýtě u Tachova v okrese Tachov je vodní mlýn, který stojí na samotě západně od obce na Lužním potoce. Je chráněn jako nemovitá kulturní památka České republiky.

## Historie

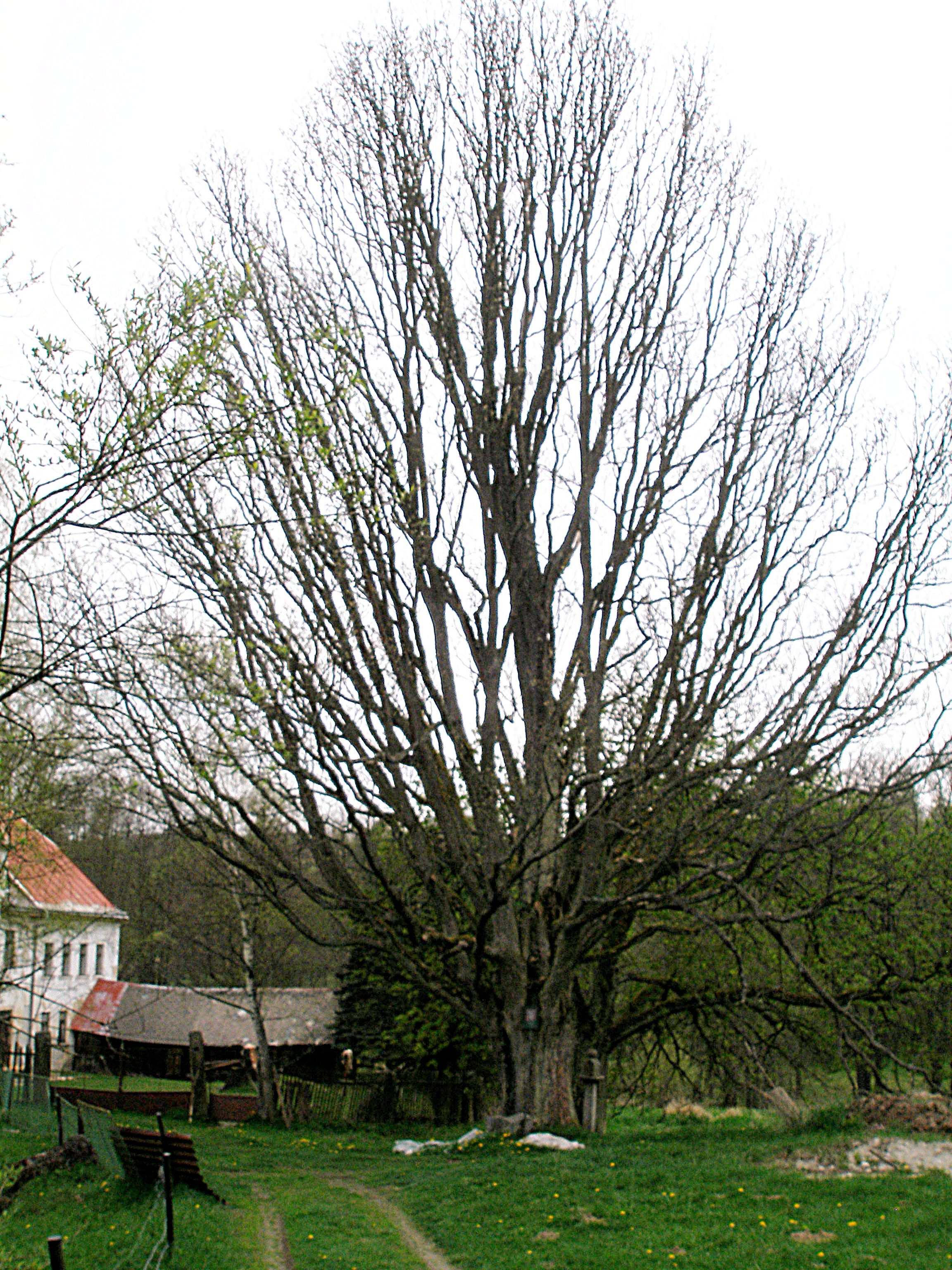
památný javor klen

Mlýn je zaznamenán ve 2. polovině 18. století, kdy v něm byl mlynářem Wenzl Träger. Roku 1925 mlýn převzal Johann Stadler, který je uváděn také v seznamu vodních děl v roce 1930. Po skončení 2. světové války byla rodina mlynáře Stadlera vystěhována.

## Popis
Mlýn tvoří obytná část s mlýnicí, malá vodní elektrárna s pilou, hospodářská budova, stodola, ohrazení s branou a mlýnský náhon. Hlavní vstup do mlýna se nachází v nejvýše položeném cípu dvora. Uprostřed dvora pod vjezdovými vraty stojí hlavní budova postavená na obdélném půdorysu složená z mlýnice a obytné části.
Jihovýchodně od obytné budovy stojí hospodářský objekt, na jižní straně dvora dřevěná stodola. Dlažba dvora je provedena z kostek i kamenů, kolem hlavní budovy je chodník z hladce opracovaných kamenných desek.
Voda na vodní kolo vedla náhonem na turbínovou kašnu a odtokovým kanálem se vracela zpět do potoka. K roku 1930 měl mlýn 1 Francisovu turbínu (spád 5 m, výkon 9 HP).

## Okolí mlýna
U mlýna roste památný javor klen. Vedle něj, vpravo od vjezdu při trase původní cesty, stojí sloupková kamenná boží muka.